# Силы национального освобождения (Мексика)
Силы национального освобождения (исп. Fuerzas de Liberación Nacional, FLN) — леворадикальная повстанческая группировка в Мексике. Вооружённое политическое движение, которое впоследствии дало начало одному Сапатистской армии национального освобождения (САНО). 
Она была основана в 1969 году группой молодых монтеррейцев во главе с Сесаром Херманом Яньесом Муньосом, объединившим членов недолговечной распущенной организации фокистского толка под названием Мексиканская повстанческая армия (Ejército Insurgente Mexicano).
Одним из участников движения был Рафаэль Гильен, который впоследствии станет Субкоманданте Маркосом, ведущим идеологом и публичным голосом преемницы организации — Сапатистской армии национального освобождения (САНО).
Он и некоторые другие лидеры САНО утверждали, что авангардистская и марксистско-ленинская ориентация FLN не нашла отклика у коренных жителей Чьяпаса, что привело к тому, что бывшие члены группировки в конечном итоге выбрали либертарно-социалистическую и неосапатистскую позицию после взаимодействия с местными общинами.  

## История
Национальные силы освобождения были созданы в августе 1969 года на фоне разворачивавшей Грязной войны в Мексике. Основателями были в основном студенты Университета Нуэво-Леон и бывшие члены распущенной Мексиканской повстанческой армии, которые недолгое время действовали в Лакадонской сельве в Чьяпасе. Деятельность группы была ограничена штатом Чьяпас. 
В 1972 году активисты FLN приобрели ранчо Эль-Чилар в Окосинго, которое должно было служить тайной базой группы. В 1974 году один из партизан передал мексиканской армии информацию о местонахождении штаб-квартиры FLN, и вскоре армия штурмовала Эль-Чилар. В результате нападения пятеро бойцов FLN и трое солдат были убиты, а другие арестованы и подвергнуты пыткам. 
Штурм Эль-Чилар привёл к самороспуску Национальных сил освобождения, которые продолжили свою агитацию в подполье. По сообщениям газет, в середине апреля 1974 года уцелевшая группа во главе с Сесаром Херманом Яньесом Муньосом была уничтожена армией в сельве в районе Синталапа. В 1983 году бывшие члены FLN приняли участие в формировании Сапатистской армии национального освобождения. Среди них был брат убитого правительственными силами Сесара Хермана Яньеса Муньоса — Фернандо Яньес Муньос, который назвался в честь брата команданте Херманом.
Считалась единственной вооружённой организации в Мексике 1970-х годов, которая не совершала похищений людей и грабежей.

## Дальнейшее чтение
- Castellanos, Laura. México armado 1943-1981. México D.F.: Ediciones Era, 2007.
- Cedillo, Adela. Armed Struggle Without Revolution: The Organizing Process of the National Liberation Forces (FLN) and the Genesis of Neo-Zapatism (1969–1983) // Challenging Authoritarianism in Mexico: Revolutionary Struggles and the Dirty War, 1964-1982 / Calderon ; Cedillo. — Routledge, 2011. — ISBN 9780203133224. — doi:10.4324/9780203133224-8.